# Eugenia matudae
Eugenia matudae är en myrtenväxtart som beskrevs av Cyrus Longworth Lundell. Eugenia matudae ingår i släktet Eugenia och familjen myrtenväxter. Inga underarter finns listade i Catalogue of Life.